# ステノニコサウルス
ステノニコサウルス Stenonychosaurus (「狭い爪のトカゲ」の意)は、カナダ王国アルバータ州のダイナソーパーク累層白亜紀後期の地層から発見されているトロオドン類の恐竜の属。 模式種、ステノニコサウルス・イネクアリス S. inequalisはチャールズ・ヘイゼリアス・スタンバーグによって1932年に、後肢、前肢の断片、いくつかの胴椎に基づいて記載された。 ステノニコサウルス・イネクアリスは1987年にフィリップ・カリーによってトロオドンに再分類されシノニムとなったが、この属は2017年のラテニヴェナトリクス記載に伴い、リーストおよびカリーによって疑問名とされた為再び有効名となった。

## 記載

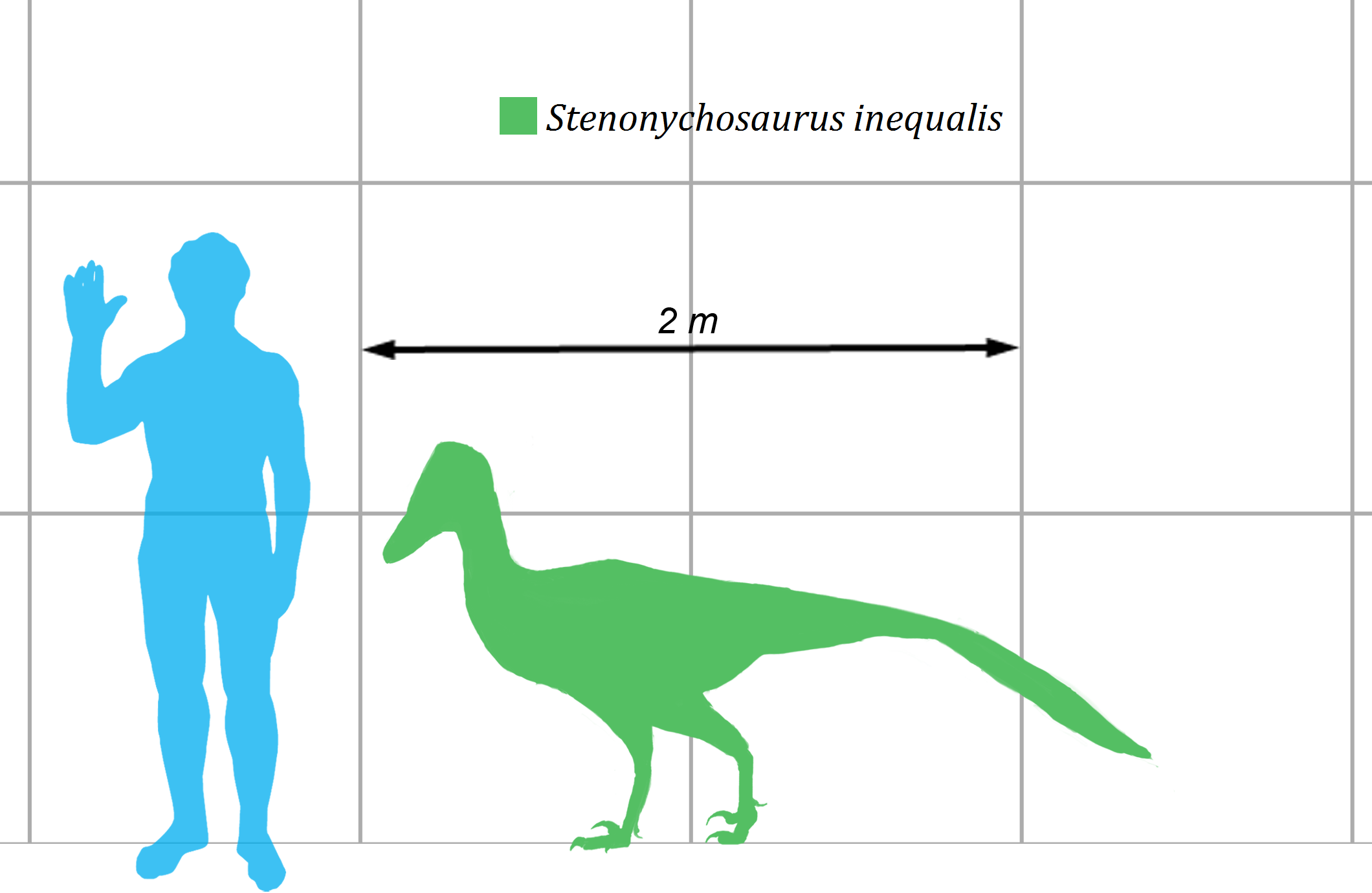
ヒトとのサイズ比較

ステノニコサウルスは小型恐竜で、全高0.9m以上、全長2.4ｍ、そして体重は50kg以上と見積もられている。最大の標本はデイノニクスやウネンラギアと同じくらいの大きさである。彼らはとても細長い後肢をもっており、素早く走ることができたと思われる。第二肢には鎌状の鉤爪が備わっており、走るときはそれを上にあげたと言われている。
目はとても大きく、恐らく夜行性だったことを示唆している。そしてわずかに正面を向いているのである程度立体視ができた。

### 脳と内耳

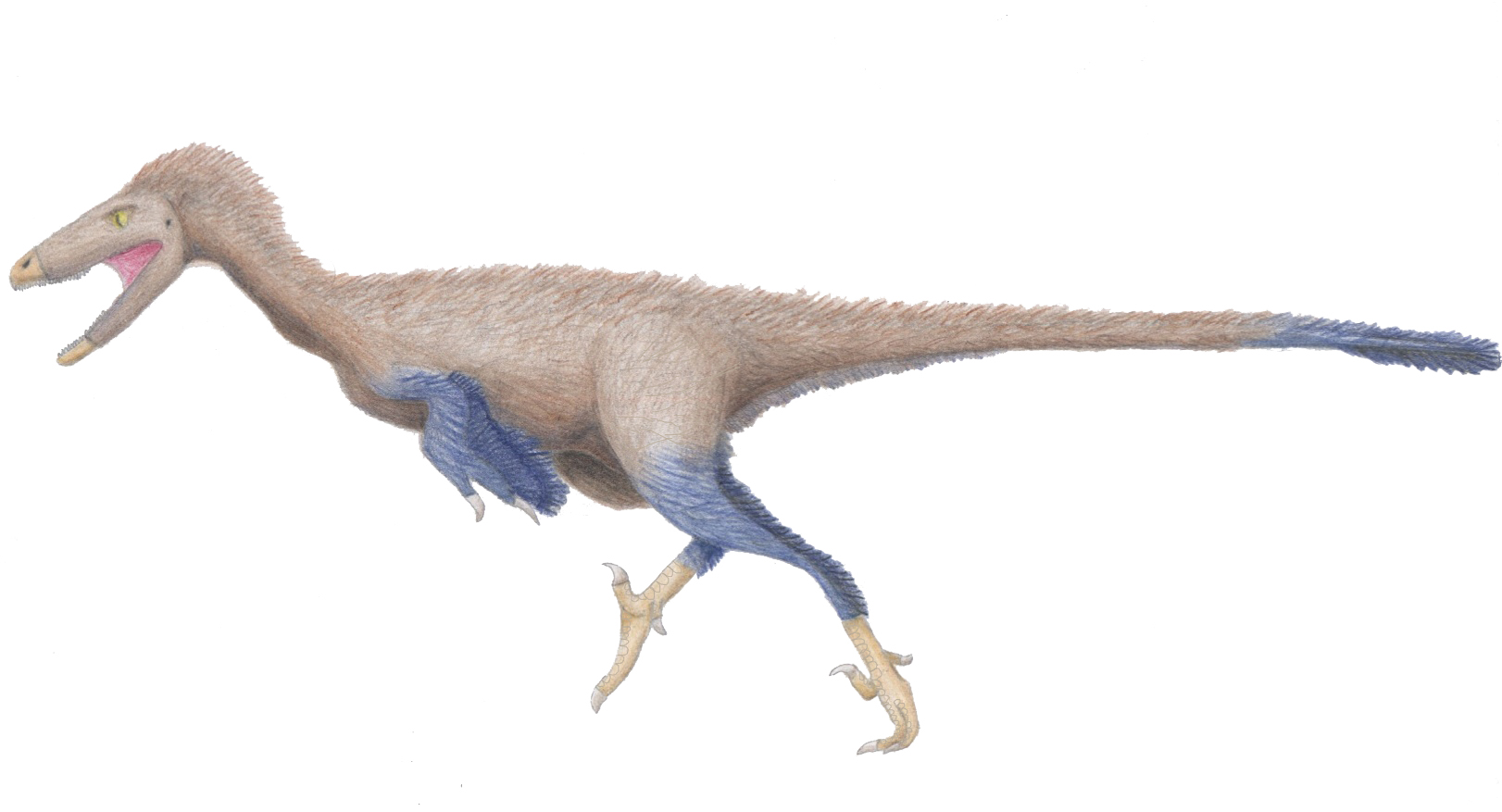
復元図

ステノニコサウルスは全ての恐竜の中で、体積に対して最も大きな脳をもっていたものの一つで、現生鳥類と同等である。大脳と脳全体の容積比は31.5%と63%で、非鳥類型爬虫類の比率というよりも真鳥類のそれを示している。さらに、少なくとも骨化した鼓膜の上下にそれを支持する骨のひだを有していた。ひだの他の部分は、脆すぎて保存されなかったか、軟骨性であると思われる。耳柱骨はドロマエオサウルス類や始祖鳥、ヘスペロルニスのような原始的な鳥と同様に、左右に拡大されていた。

## 研究史
トロオドンとして記載された最初の歯以外の標本は、1928年にスタンバーグによってダイナソーパーク累層で発見された。1932年に後肢、断片的な前肢、胴椎の一部に基づきステノニコサウルス・イネクアリスとして命名された。後肢第2指の発達した鉤爪が特徴であるとされたが、現在これは初期の原鳥類に共通の特徴であることが知られている。スタンバーグはひとまずステノニコサウルスをコエルルス科に分類した。続いて1932年にギルモアによって下顎骨が、新種のトカゲ、ポリオドントサウルス・グランディス Polyodontosaurus grandisとして命名・記載された。後の1951年、スタンバーグはポリオドントサウルス・グランディスがトロオドンのシノニムであることに気づき、ステノニコサウルスも歯が非常によく似ていることからトロオドンと近縁である可能性を示唆した。残念ながら当時は完全な標本が知られていなかった為、その考えは証明ができなかった。

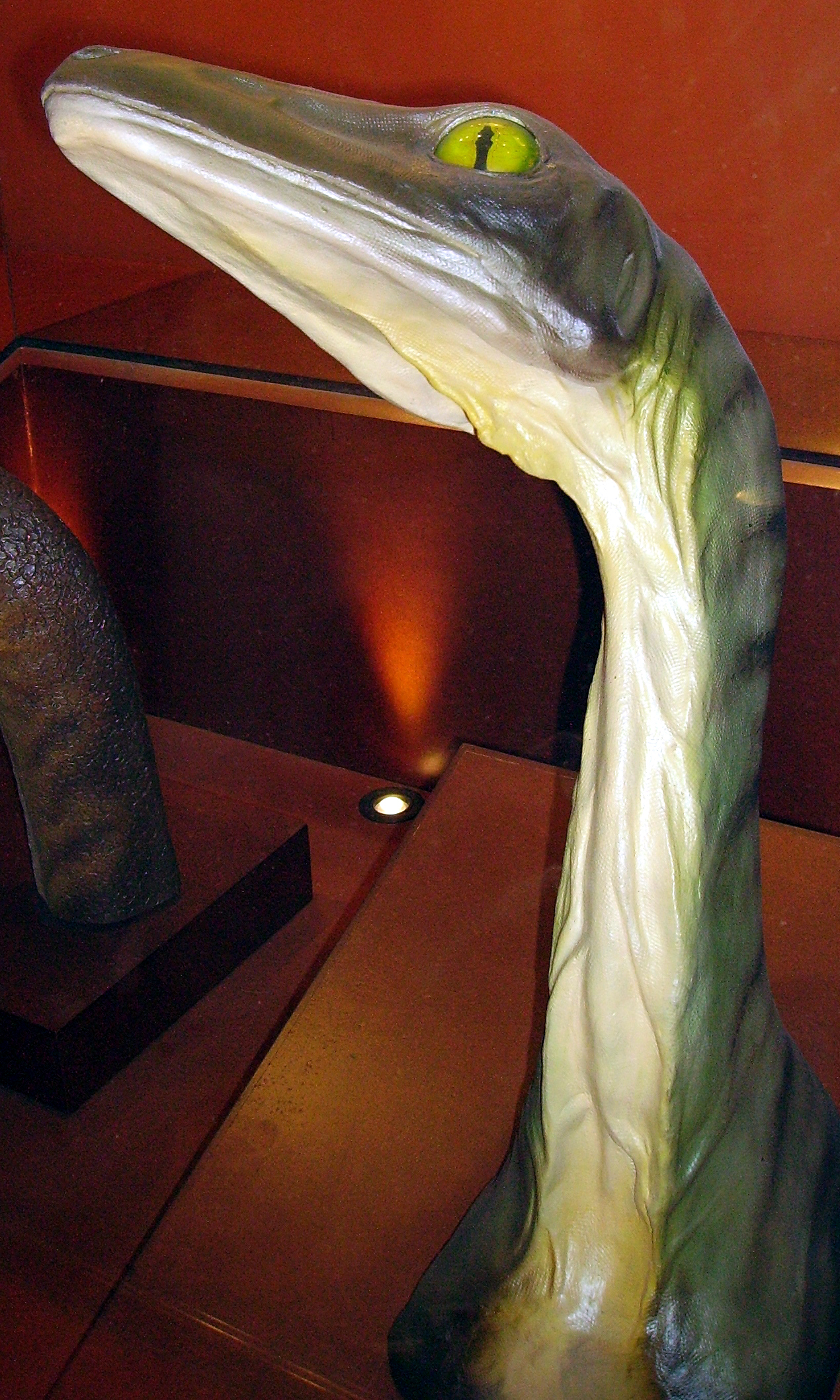
デイル・ラッセルとロン・セグインによる複製の頭と頸、大英博物館

ステノニコサウルスのより完全な骨格は、1969年にデイル・ラッセルにより記載された。ダイナソーパーク累層産である。その際、時々フィクションで題材にされるディノサウロイド（恐竜人間）が紹介された。ステノニコサウルスは1980年代に、全長と脳函の詳細が記載されたことで、よく知られた獣脚類となった。加えて、歯の構造に基づきサウロルニトイデスと共にサウロルニトイデス科にぶちこまれた。トロオドン・フォルモスス Troodon formosus はサウロルニトイデス科に近縁と思われていたが、極めて断片的な歯の標本しか知られていない為、疑わしい近縁属と見なされていた。フィリップ・カリーは1987年に適切な標本を検討したところ、トロオドン類とサウロルニトイデス類の歯と顎の構造の相違は、種の違いではなく、年齢と部位に基づいていることを示した。彼はステノニコサウルス・イネクアリス、ポリオドントサウルス・グランディス、そしてペクティノドン・バッケリ Pectinodon bakkeri を全てトロオドン・フォルモススのジュニアシノニムとした。カリーはまた、サウロルニトイデス科もトロオドン科のジュニアシノニムとした。1988年、グレゴリー・ポールはサウロルニトイデス・モンゴリエンシス Saurornithoides mongoliensis をトロオドン属に含め、トロオドン・モンゴリエンシスと改めたが、この再分類はよく知られている他の多くの統一的な属のシノニムとともに、他の研究者に認められていなかった。カリーの唱えたところのトロオドン・フォルモスス中のすべての北アメリカのトロオドン標本の分類は、他の古生物学者によって広く採用され、かつてステノニコサウルスと呼ばれていたすべての標本は21世紀初めの科学文献ではトロオドンとして扱われていた。
しかしながらカリーの1987年の論文が出版された直後に、すべての後期白亜紀の北アメリカのトロオドン類がたった1つの種に属しているという概念が疑問視され始めた。 カリーらは1990年の時点でジュディスリバー累層のトロオドン類は全てトロオドン・フォルモススであると信じていたが、ヘルクリーク累層 やランス累層などの他の地層からのトロオドン類の化石は、異なる種に属している可能性があるとした。 1991年、ジョージ・オルシェフスキーは最初にペクティノドン・バッケリと命名されたランス累層産のトロオドン類を、後にトロオドン・フォルモススからトロオドン・バッケリに改めた。そしてカリーを含む何人かの研究者は、ダイナソーパーク累層のトロオドン・インクアリス（ステノニコサウルス・インクアリス）も独立した種として認めた。
2011年、ザノと共著者は北米大陸の後期白亜紀のトロオドン類の分類の歴史について意見した。彼らはロングリッチによる独自の有効な種としてのペクティノドン・バッケリの2008年の論文を支持し、トロオドンとして記載された多くの白亜紀後期の標本たちには、ほぼ確実に多様な種が含まれていると述べたが、それ以上の標本への言及はなかった。なぜならトロオドン・フォルモススのホロタイプは単一の歯に基づいており、トロオドン属は恐らく疑問名であるからだ。
2017年、アーロン・リーストとカリーは、独自の有効な属としてステノニコサウルスを調べたが、既知の標本の多くを新属ラテニヴェナトリクスに割り当てる結果となった。